# Гаррет Вебер-Гейл
Гаррет Вебер-Гейл (англ. Garrett Weber-Gale; нар. 6 серпня 1985) — американський плавець, олімпійський чемпіон.

## Виступи на Олімпіадах
| Олімпіада  | Дисципліна                            | Місце                 |
| ---------- | ------------------------------------- | --------------------- |
| Пекін 2008 | плавання на 50 метрів вільним стилем  | 14                    |
| Пекін 2008 | плавання на 100 метрів вільним стилем | 13                    |
| Пекін 2008 | естафета 4 × 100 вільним стилем       | 1                     |
| Пекін 2008 | комплексна естафета 4 × 100           | 1 (попередні запливи) |